# Dendrobium conicum
Dendrobium conicum är en orkidéart som beskrevs av Johannes Jacobus Smith. Dendrobium conicum ingår i släktet Dendrobium, och familjen orkidéer. Inga underarter finns listade i Catalogue of Life.